# Kevin Duarte
Kevin Ismael Duarte (Lanús, Prov. Buenos Aires, Argentina, 5 de septiembre de 2001) es un futbolista argentino que se desempeña como volante central en el Club Atlético Atlanta.

## Trayectoria

### Boca Juniors
Realizó todas las inferiores en Boca Juniors. En el año 2018 salió campeón con la sexta división siendo el cinco titular y capitán de dicho equipo. Debuta como profesional el 24 de julio de 2021 en el partido contra Banfield por el Campeonato de Primera División 2021 ingresando en el segundo tiempo en lugar de Equi Fernández. En los 15 minutos en cancha no convirtió ningún gol ni fue amonestado. Este sería el único partido que jugaría en dicho campeonato siendo que fue convocado una vez más en el partido contra San Lorenzo sin ingresar. El 13 de mayo de 2022 firma su contrato con Boca hasta diciembre del 2024 con una cláusula de U$D 15.000.000.

### Ferro Carril Oeste
Se confirma la llegada a préstamo sin cargo y con una opción de compra de U$D 1.000.000 por el 50% del pase. El préstamo se extiende hasta el 31 de diciembre del 2023, por lo que jugará lo que resta del Campeonato de Primera Nacional 2022 y el siguiente. Debuta con el club de caballito el 14 de junio en el partido que termina en victoria contra Atlanta, siendo que ingresó en el entretiempo en lugar de Nico Gómez sin convertir goles en los 45 minutos en cancha. La primera vez que jugó como titular fue el 19 de junio en el partido contra San Martín de San Juan siendo que es cambiado a los 34 minutos del segundo tiempo por Julián López.

## Estadísticas
Actualizado al 15 de octubre de 2023

| Boca Juniors Argentina | 1.ª           | 2021          | 1  | 0 | 0 | 0 | 0 | 0 | 1  | 0 | 0 |
| Boca Juniors Argentina | Total club    | Total club    | 1  | 0 | 0 | 0 | 0 | 0 | 1  | 0 | 0 |
| Ferro Argentina | 2.ª           | 2022          | 4  | 0 | 0 | 0 | — | — | 4  | 0 | 0 |
| Ferro Argentina | Total club    | Total club    | 4  | 0 | 0 | 0 | 0 | 0 | 4  | 0 | 0 |
| Atlanta Argentina | 2.ª           | 2023          | 19 | 0 | 0 | 0 | — | — | 19 | 0 | 0 |
| Atlanta Argentina | Total club    | Total club    | 19 | 0 | 0 | 0 | 0 | 0 | 19 | 0 | 0 |
| Total carrera | Total carrera | Total carrera | 24 | 0 | 0 | 0 | 0 | 0 | 24 | 0 | 0 |
| (1) La copa nacional se refiere a la Copa Argentina y Supercopa Argentina . (2) La copa internacional se refiere a la Copa Sudamericana, Recopa Sudamericana, Copa Libertadores y Copa Suruga Bank. |               |               |    |   |   |   |   |   |    |   |   |